# Acworth (Nou Hampshire)
Acworth és una població dels Estats Units a l'estat de Nou Hampshire. Segons el cens del 2000 tenia 836 habitants.

## Demografia
Segons el cens del 2000, Acworth tenia 836 habitants, 318 habitatges, i 234 famílies. La densitat de població era de 8,3 habitants per km².
Dels 318 habitatges en un 30,8% hi vivien nens de menys de 18 anys, en un 60,7% hi vivien parelles casades, en un 6% dones solteres, i en un 26,4% no eren unitats familiars. En el 19,8% dels habitatges hi vivien persones soles el 7,5% de les quals corresponia a persones de 65 anys o més que vivien soles. El nombre mitjà de persones vivint en cada habitatge era de 2,63 i el nombre mitjà de persones que vivien en cada família era de 3,06.
Per edats la població es repartia de la següent manera: un 25,7% tenia menys de 18 anys, un 4,7% entre 18 i 24, un 24% entre 25 i 44, un 30,4% de 45 a 60 i un 15,2% 65 anys o més.
L'edat mediana era de 43 anys. Per cada 100 dones de 18 o més anys hi havia 101 homes.
La renda mediana per habitatge era de 37.386$ i la renda mediana per família de 41.397$. Els homes tenien una renda mediana de 29.792$ mentre que les dones 26.912$. La renda per capita de la població era de 18.132$. Entorn del 10,1% de les famílies i el 15,6% de la població estaven per davall del llindar de pobresa.